# Municipio de Clark (Dakota del Norte)
El municipio de Clark (en inglés: Clark Township) es un municipio ubicado en el condado de Hettinger en el estado estadounidense de Dakota del Norte. En el año 2010 tenía una población de 31 habitantes y una densidad poblacional de 0,34 personas por km².

## Geografía
El municipio de Clark se encuentra ubicado en las coordenadas 46°35′6″N 102°43′51″O / 46.58500, -102.73083. Según la Oficina del Censo de los Estados Unidos, el municipio tiene una superficie total de 92.01 km², de la cual 91,96 km² corresponden a tierra firme y (0,05 %) 0,04 km² es agua.

## Demografía
Según el censo de 2010, había 31 personas residiendo en el municipio de Clark. La densidad de población era de 0,34 hab./km². De los 31 habitantes, el municipio de Clark estaba compuesto por el 100 % blancos. Del total de la población el 0 % eran hispanos o latinos de cualquier raza.